# Leonardo Bittencourt
Leonardo „Leo“ Jesus Loureiro Bittencourt (* 19. Dezember 1993 in Leipzig) ist ein deutsch-brasilianischer Fußballspieler, der seit Anfang September 2019 bei Werder Bremen unter Vertrag steht.

## Karriere

### Vereinskarriere

#### Jugend
Leonardo Bittencourt wurde 1993 in Leipzig als Sohn brasilianischer Eltern geboren. Sein Vater, der Fußballspieler Franklin Bittencourt, war zu diesem Zeitpunkt für den VfB Leipzig aktiv. Leonardo trat im Juli 1999 der Jugendabteilung von Energie Cottbus bei. Fortan durchlief er alle Jugendmannschaften von Cottbus und unterschrieb bereits 2010 als A-Jugendlicher einen bis 2014 laufenden Vertrag. Erst ein Jahr später debütierte er im März 2011 bei der 0:2-Niederlage gegen den ZFC Meuselwitz in der zweiten Mannschaft.
Nach nur zwei weiteren Einsätzen in der zweiten Mannschaft folgte am 16. April 2011 sein erster Profieinsatz im Zweitligaspiel gegen den MSV Duisburg. Vor heimischem Publikum wurde er in der 60. Minute für Velimir Jovanović eingewechselt, Cottbus gewann am Ende mit 3:1.

#### Energie Cottbus
Nach den Abgängen von Shao Jiayi und Jules Reimerink war Bittencourt ab Beginn der Saison 2011/12 Stammspieler bei den Cottbusern. Am 2. Spieltag erzielte er im Spiel gegen den MSV Duisburg seinen ersten Treffer in der Zweiten Liga. In der Folge fand er in der zentralen Offensive des Cottbuser Mittelfeldes nach anfänglichen Positionswechseln auch eine feste Position im System von Trainer Claus-Dieter Wollitz. Nach nur wenigen Spielen wurde er aufgrund von Verletzungen dann häufiger ein- oder ausgewechselt.
Kurz vor der Winterpause, am 1. Dezember 2011, wurde schließlich bekannt, dass Bittencourt zur Saison 2012/13 zum damals amtierenden Deutschen Meister Borussia Dortmund wechseln wird. Eine Woche nach Bekanntgabe des Wechsels verließ Trainer Wollitz den Verein und wurde kurzfristig durch Markus Feldhoff ersetzt, ehe Rudi Bommer Trainer wurde. Unter dessen Leitung spielte Bittencourt vermehrt auf der rechten Seite in der offensiven Dreierreihe des FC Energie und bestritt elf der verbleibenden 14 Saisonspiele. Energie Cottbus schloss die Saison auf dem 14. Tabellenplatz ab und vermied damit knapp den Abstieg.

#### Wechsel zu Borussia Dortmund
In Dortmund hatte Leo Bittencourt einen Vertrag bis zum 30. Juni 2016 unterschrieben und war neben Marco Reus, Julian Schieber und Oliver Kirch einer von vier externen Neuzugängen. Obwohl er zum Profikader gehörte, kam er hauptsächlich in der 3. Liga in der Zweiten Mannschaft von Trainer David Wagner zum Einsatz.
Sein Debüt in der Bundesliga gab er bei der Derbyniederlage gegen den FC Schalke 04 und in der Champions League, als er am letzten Spieltag der Gruppenphase gegen Manchester City eingewechselt wurde. Bei seinem Debüt im DFB-Pokal, das er an seinem 19. Geburtstag im Achtelfinale gegen Hannover 96 absolvierte, wurde er in der 86. Minute eingewechselt und bereitete den 5:1-Endstand durch Robert Lewandowski vor. Beim 5:1-Heimsieg gegen den SC Freiburg erzielte er am 16. März 2013 sein erstes Bundesligator nach Vorarbeit von Lewandowski.

#### Hannover 96

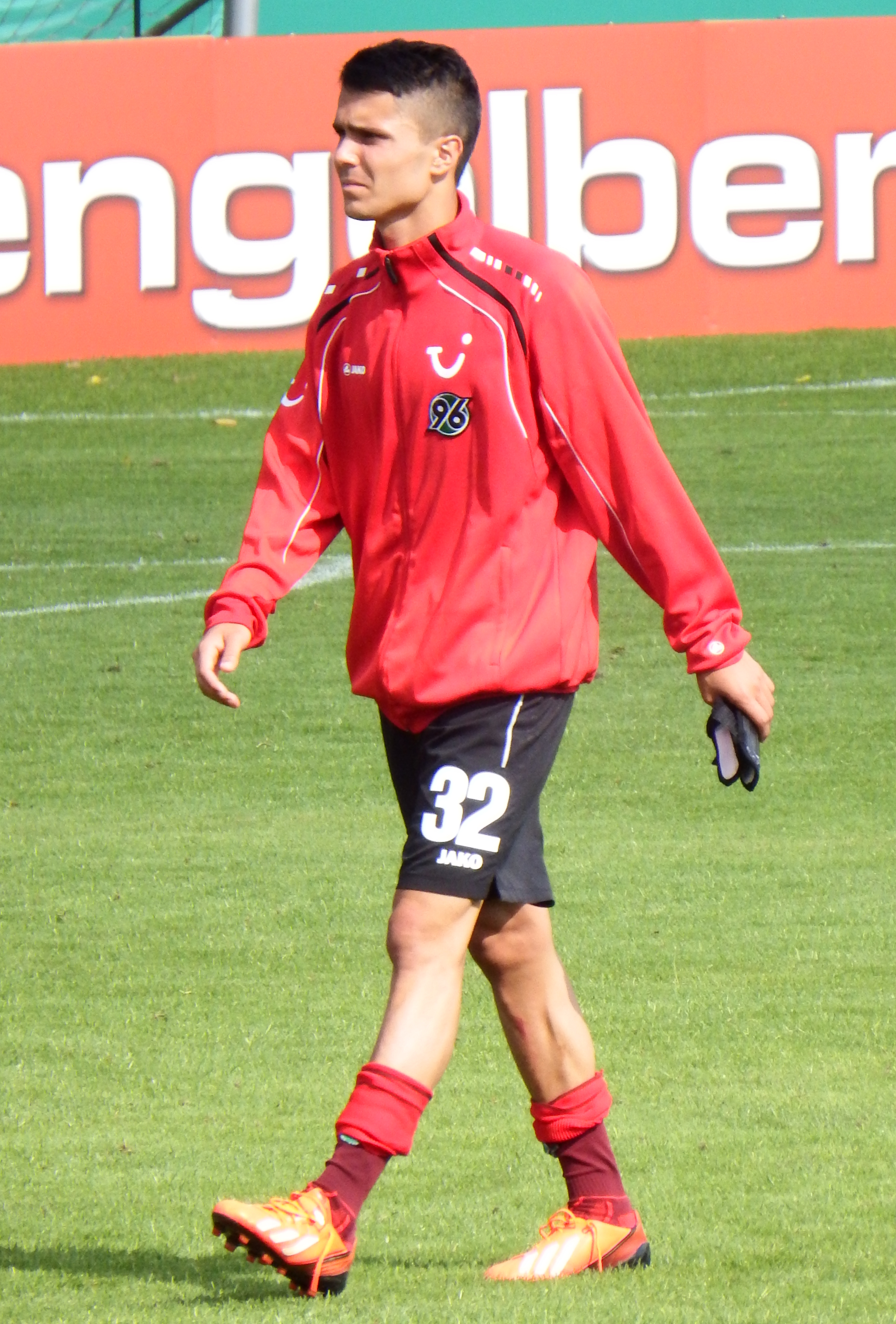
Bittencourt bei Hannover 96 (2013)

Zur Saison 2013/14 wechselte Bittencourt zu Hannover 96. Er unterschrieb einen bis zum 30. Juni 2017 gültigen Vertrag, in dem sich der BVB eine Rückkaufoption sicherte. Seine erste Partie absolvierte er am 10. August 2013 (1. Spieltag) beim 2:0-Heimsieg im Spiel gegen den VfL Wolfsburg. Nach zwei Spielzeiten, in denen er 57 Bundesligaspiele (fünf Tore, acht Torvorlagen) für den Verein bestritt, bat er im Juli 2015 um Auflösung des laufenden Vertrags.

#### 1. FC Köln
Zur Saison 2015/16 wechselte er zum Ligakonkurrenten 1. FC Köln, bei dem er einen bis zum 30. Juni 2019 gültigen Vertrag unterschrieb, wodurch die Rückkaufoption für Borussia Dortmund erlosch.
Sein Vertrag beim 1. FC Köln wurde zu Beginn der Saison 2016/2017 vorzeitig bis 2021 verlängert. In der Saison 2016/17 qualifizierte sich Bittencourt mit dem 1. FC Köln für die UEFA Europa League. In der Saison 2017/18 stieg man jedoch aus der Bundesliga ab und Bittencourt stand vor dem Abschied.

#### TSG 1899 Hoffenheim
Nach dem Abstieg mit dem 1. FC Köln wechselte Bittencourt zur Saison 2018/19 per Ausstiegsklausel zur TSG 1899 Hoffenheim. Er unterschrieb beim Vorjahresdritten und Champions-League-Teilnehmer einen bis zum 30. Juni 2023 laufenden Vertrag. Beim 1:1 gegen Werder Bremen am 19. Dezember 2018, dem 16. Spieltag, erzielte er für Hoffenheim seinen ersten Pflichtspieltreffer.

#### Werder Bremen
Anfang September 2019 wechselte Bittencourt bis zum Ende der Saison 2019/20 auf Leihbasis zum Ligakonkurrenten Werder Bremen. Unter dem Cheftrainer Florian Kohfeldt absolvierte der Mittelfeldspieler 28 Bundesligaspiele (23 von Beginn), in denen er 4 Tore erzielte. Die Mannschaft erreichte erst am letzten Spieltag den Relegationsplatz und sicherte sich anschließend, getragen durch die Auswärtstorregel, mit zwei Unentschieden gegen den 1. FC Heidenheim den Klassenerhalt. Bittencourt kam dabei im Hinspiel zum Einsatz.
Durch den Klassenerhalt griff vor der Saison 2020/21 eine Kaufpflicht, weshalb der Deutsch-Brasilianer dauerhaft bei Werder verblieb. In dieser Saison stieg er mit Werder Bremen am letzten Spieltag in die 2. Bundesliga ab. Daraufhin galt Bittencourt einige Zeit als Wunschverkauf des finanziell angeschlagenen Clubs, was sowohl er wie auch sein Verein öffentlich kommunizierten und anstrebten. Er verletzte sich allerdings noch vor Beginn seiner ersten Zweitligasaison seit 2012 im Testspiel gegen Feyenoord Rotterdam am Knie und fiel bis zum 10. Spieltag aus, weswegen trotz Interesse aus deutschem Oberhaus und Ausland kein Transfer zustande kam. Nach einem unzufriedenstellenden Saisonstart der Bremer galt der wieder genesene Bittencourt vor seinem Comeback im Oktober 2021 als „Hoffnungsträger“, der eine Kehrtwende im Spiel des SV Werder bewirken sollte, um das Aufstiegsziel noch erreichen zu können. Nach dem Wiederaufstieg blieb Bittencourt Stammspieler und absolvierte in den folgenden beiden Saisons 54 Bundesligaspiele. Mittlerweile absolvierte Bittencourt über 150 Spiele für Werder Bremen.

### Nationalmannschaft
Bittencourt, der neben der deutschen auch die brasilianische Staatsbürgerschaft besitzt, durchlief diverse Jugendnationalmannschaften. Mit der U-17-Nationalmannschaft verpasste er 2010 die Qualifikation zur U-17-Europameisterschaft in Liechtenstein nur knapp. Innerhalb von zwei Jahren durchlief er dann drei weitere Jahrgänge und wurde zuletzt aufgrund personeller Engpässe sogar für die U-21-Nationalmannschaft nominiert. In Bochum, wo die U21 gegen die Türkei unentschieden spielte, wurde Bittencourt in der 59. Minute für Tolgay Arslan eingewechselt.
Für die Olympischen Spiele 2016 stand Bittencourt als einer von vier Spielern auf Abruf für die deutsche Auswahl bereit.

## Erfolge
- Finalist der UEFA Champions League: 2013 mit Borussia Dortmund
- Deutscher Supercup-Sieger: 2013 (ohne Einsatz) mit Borussia Dortmund
- Aufstieg in die Bundesliga: 2022 mit Werder Bremen

## Privates
Bittencourt heiratete am 28. Dezember 2016 in Cottbus seine langjährige Partnerin standesamtlich und am 10. Juni 2017 in Köln kirchlich. Am 3. Mai 2018 wurden die beiden Eltern einer Tochter.